# Kelbra (Kyffhäuser)
Kelbra (Kyffhäuser) (/ˈkɛlbʁa/ ) est une ville allemande de l'arrondissement de Mansfeld-Harz-du-Sud, dans le Land de Saxe-Anhalt.

## Géographie

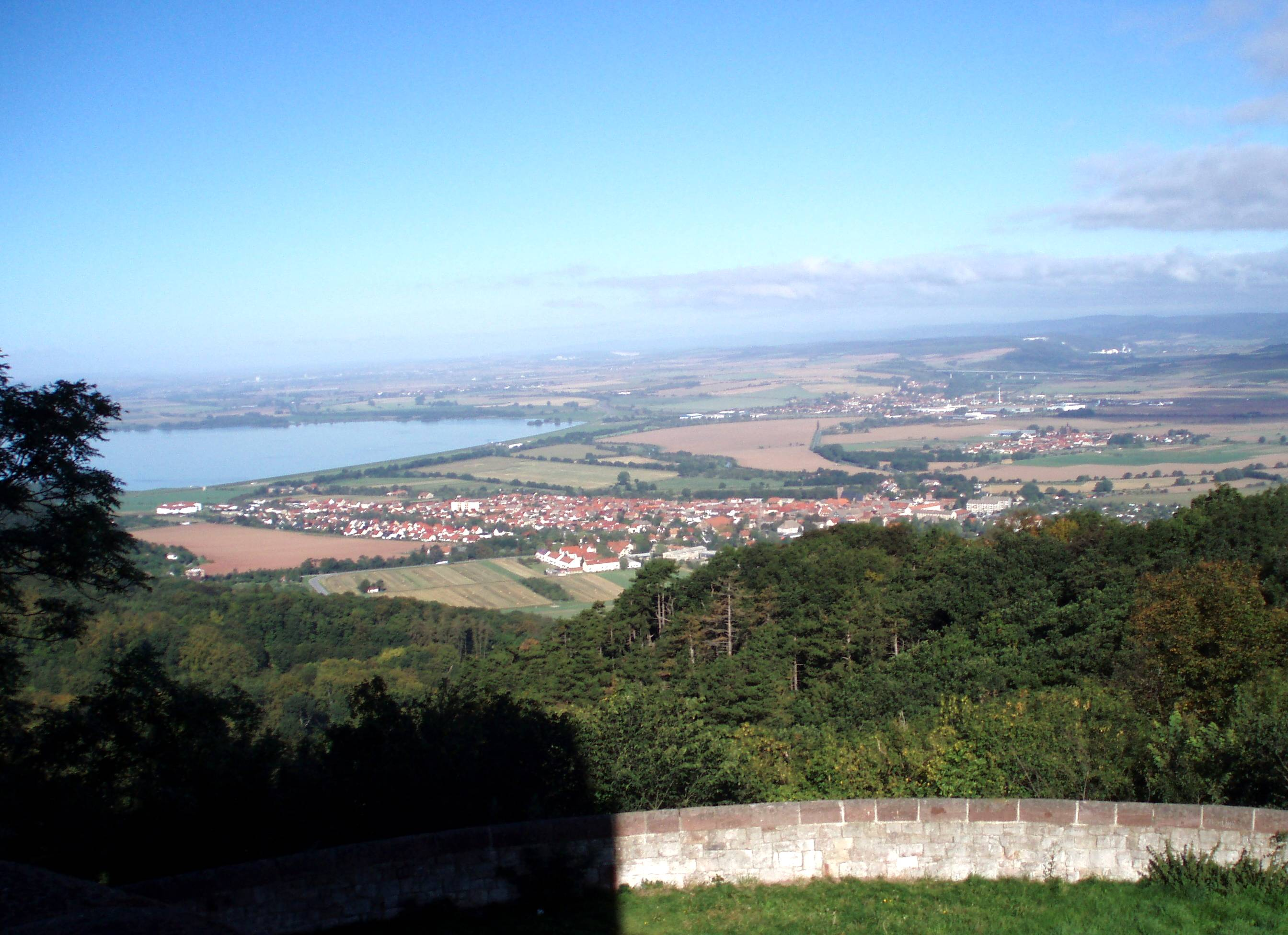
Vue sur Kelbra depuis le Kyffhäuser.

Située dans le sud de la Saxe-Anhalt, Kelbra se trouve au bord de la rivière Helme, au pied nord du massif du Kyffhäuser appartenant au Land voisin de Thuringe. La plaine fertile de la Goldene Aue (« pâturages dorés »), s'étendant jusqu'aux montagnes du Harz au nord, est le point de départ de la Bundesstraße 85 qui mène sur les montagnes à Bad Frankenhausen, traverse la Thuringe de nord-ouest à sud-est et aboutit à Passau en Bavière. 
Sa proximité du Kyffhäuser, du monument de Barberousse, ainsi que le lac de barrage de Kelbra, un site Ramsar depuis 1978, font de la ville un centre touristique. C'est également un point de départ d'excursions dans le Harz et pour visiter des destinations connues des environs : le monument de Kyffhäuser, Bad Frankenhausen avec le Panorama de la Guerre des paysans, la ville historique de Stolberg avec le château de la maison de Stolberg, la ville de Sondershausen et le château des princes de Schwarzbourg, la ville de Sangerhausen avec l'Europa-Rosarium, le château de Heringen et l'ancienne ville d'Empire de Nordhausen.
Le territoire communal de Kelbra comprend les villages de Sittendorf, Tilleda et Thürungen.
| Berga              | Südharz           | Wallhausen          |
| Heringen-sur-Helme | Kelbra            | Brücken-Hackpfüffel |
| Kyffhäuserland     | Bad Frankenhausen | Ichstedt            |

## Histoire
La localité de Dullide (Tilleda), déjà mentionnée dans un livre terrier du IXe siècle, appartenait aux domaines de l'abbaye de Hersfeld fondée par l'archevêque Lull de Mayence († 786). Elle était le site d'un palais royal et un lieu de séjour des empereurs Otton II et Otton III, ainsi que de leurs successeurs Conrad II le Salique et Henri III.

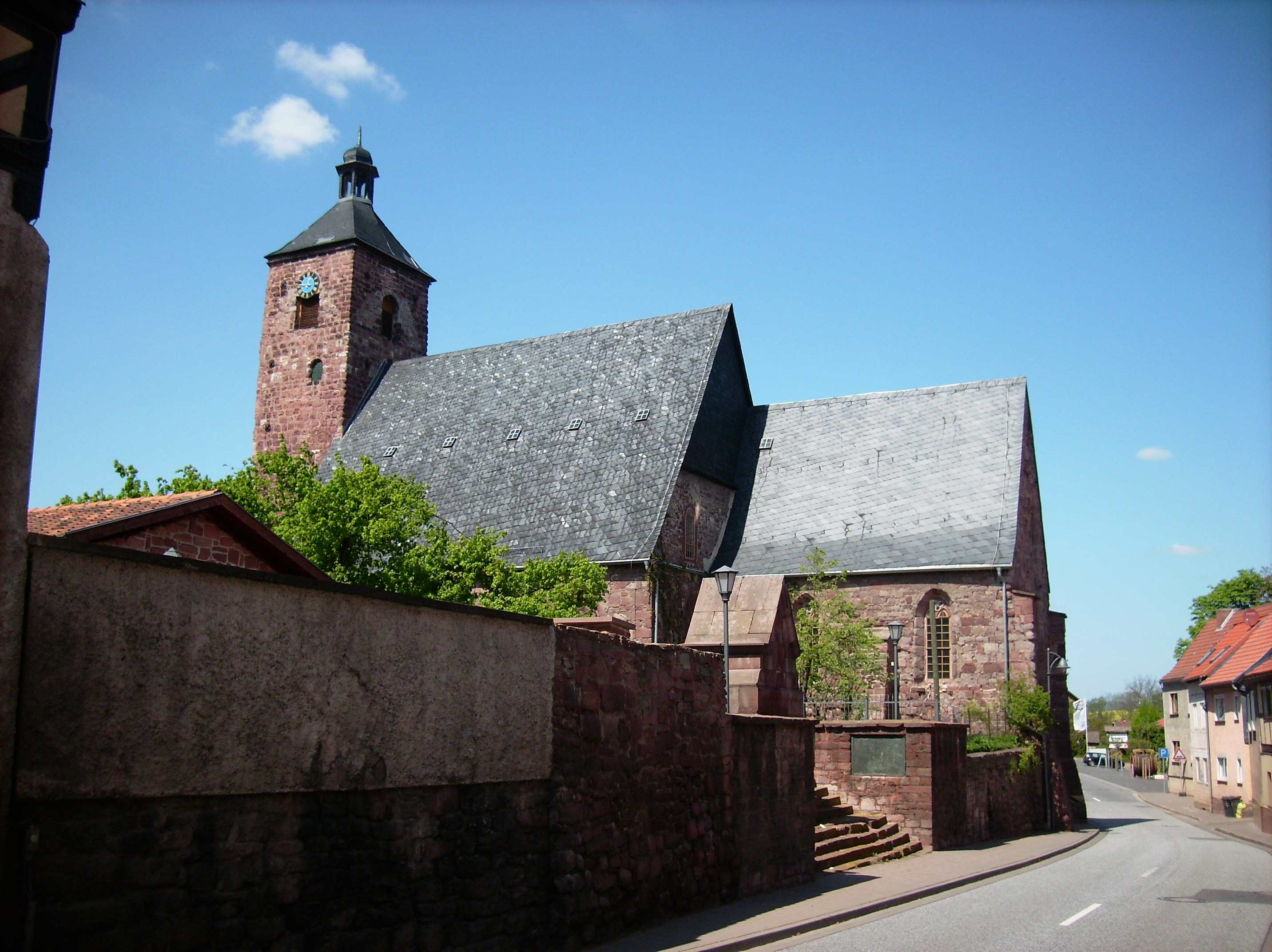
L'église Saint-Georges.

Au Moyen Âge central, la pleine au nord du Kyffhäuser appartenait au Gau (comté) de la Helme, dans le nord de la Thuringe historique. Le lieu de Chelvera lui-même est mentionné pour la première fois en 1093. À cette époque, parmi les propriétaires des domaines figurent l'archevêché de Mayence, ainsi que l'abbaye de Fulda et celle de Walkenried. Un couvent de l'ordre des cisterciennes y était fondé en 1251 ; il a subsisté jusqu'à la Réforme protestante au XVIe siècle. En 1351, Kelbra a reçu les droits de ville.
Différents propriétaires se sont succédé jusqu'en 1413, année où la ville de Kelbra a été acquise par le landgrave Frédéric IV de Thuringe issu de la maison de Wettin. Peu après, les domaines sont nantis en faveur de la maison de Stolberg et de la maison de Schwarzbourg, puis un condominium des comtes de Stolberg-Rossla et des princes de Schwarzbourg-Rudolstadt. À partir de 1485, la suprématie est tenue par la branche albertine des Wettin, électeurs de Saxe de 1547 à 1806. Kelbra est en 1688 la scène d'une chasse aux sorcières. 

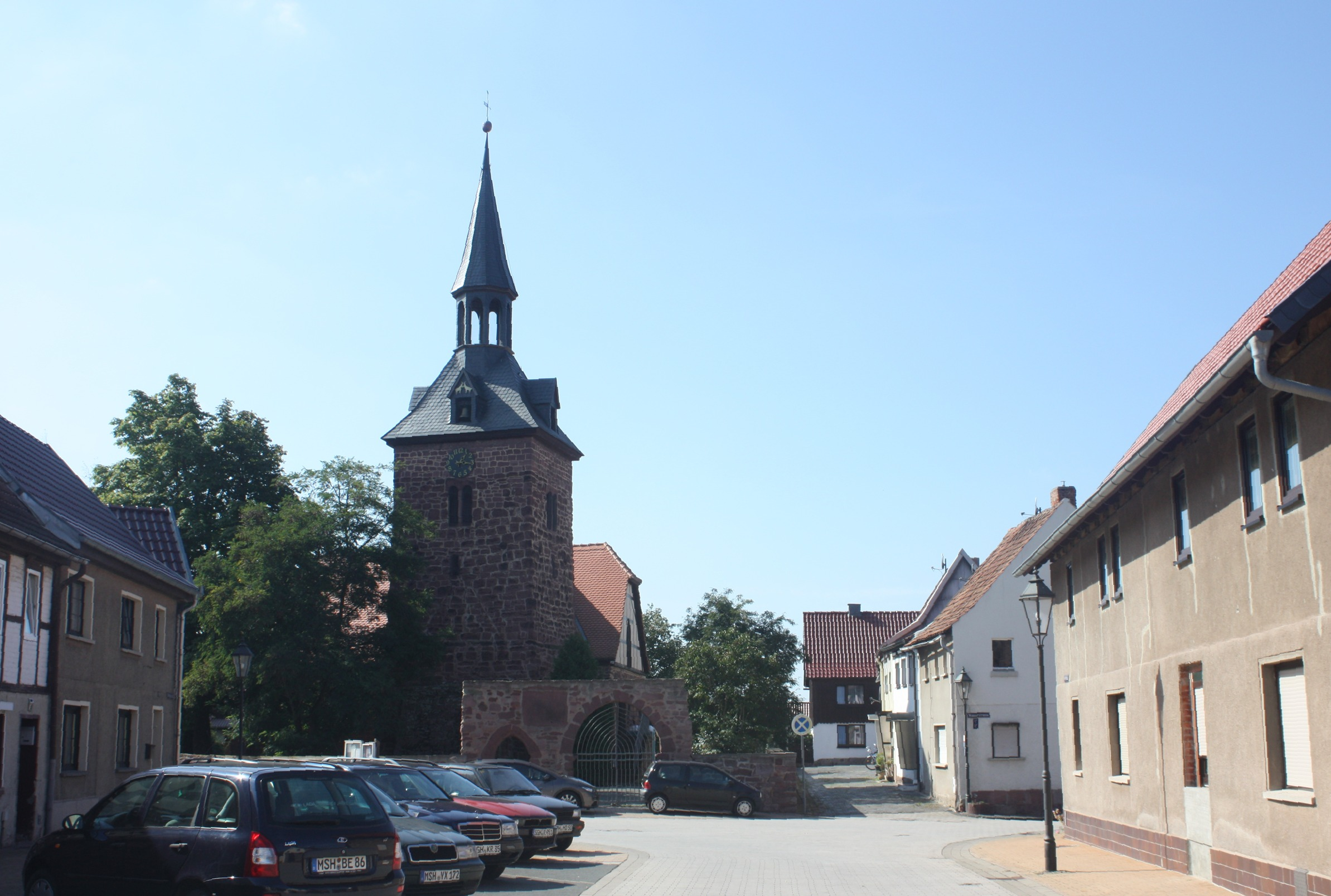
L'église Saint-Martin.

Après la dissolution du Saint-Empire et les guerres napoléoniennes, la ville échoit au royaume de Prusse par les dispositions du congrès de Vienne en 1815 ; elle fut incorporée dans le district de Mersebourg au sein de la province de Saxe.
Pendant la Seconde Guerre mondiale, depuis l'automne 1944, la salle du restaurant Zur Sängerhalle sert de camp de prisonniers gardés par des SS hongrois et contraints à des travaux agricoles, notamment dans l'ancienne brasserie qui sera pillée après leur départ. Il s'agit d'un camp extérieur de Dora.Mittelbau. Lors d'un bombardement de Kelbra en avril 1945, de nombreux prisonniers meurent, les autres partent dans une marche de la mort jusqu'à leur libération près de Ludwigslust dans le Mecklembourg. Le 12 avril 1945, les chars américains entrent. Des drapeaux blancs sont accrochés à des fenêtres. Seul le commandant du Volkssturm, Rudolf Haake, veut encore se battre. Il tire de la mairie avec un pistolet, blesse deux soldats américains puis se suicide. En juillet 1945, la région est occupée par les forces armées soviétiques.
Le lac de barrage de Kelbra été aménagé de 1962 à 1966. Les anciennes communes de Thürungen et Sittendorf furent incorporées en 1972 et en 1974. En juillet 2009, Tilleda fusionne avec Kelbra.

## Jumelages
- Bad Salzdetfurth (Allemagne)
- Frampton Cotterell (Royaume-Uni)
- Raduň (Tchéquie)

## Personnalités liées à la commune
- Paul Carell (1911-1997), Obersturmbannführer dans l'Allgemeine-SS, principal porte-parole de Joachim von Ribbentrop, ministre des Affaires étrangères du Troisième Reich, historien militaire après la Seconde Guerre mondiale.

## Source, notes et références
1. ↑  Prononciation en allemand standard retranscrite selon la norme API.

- (de) Cet article est partiellement ou en totalité issu de l’article de Wikipédia en allemand intitulé « Kelbra (Kyffhäuser) » (voir la liste des auteurs).